# 超級松風號列車
超級松風號列車（日语： Super Matsukaze），為西日本旅客鐵道於鳥取站～米子站・益田站間運行的山陰本線特別急行列車。其命名有別於一般的特急列車，並非因沿線內某些特別自然現象或地名而命名，而是純綷將一個自然現象—「從松林中吹來的風」套於本列車上而已。
另外，本條目將會同時記述行走山陰地方城市之間優等列車之演變。

## 概要
在1988年3月13日，開設了行走於米子站至益田站之間的特急「國引」。後來在1996年3月16日，隨著特急「朝潮」被廢除，特急「國引」駛入至鳥取站，成為了連接鳥取縣與島根縣各城市的重要列車。
在2001年7月7日，隨著山陰本線島根縣區間高速化工程完成，以及新型車輛投入服務，「國引」被改名為「超級國引」。在2003年10月1日再改名為「超級松風」。
「松風」這個愛稱是在國鐵時代已經使用，當時的「松風」是日間行走特急列車，行走於新大阪站至博多站之間，途經福知山線和山陰本線。在1986年11月1日，這個列車名稱被廢除（在1985年3月14日，「松風」米子站至博多站之間區間由「磯風」承繼）。隨後在17年後再次使用該愛稱。
「超級松風」與「城崎」是少數只行走於山陰本線的特急列車。

## 運行概況
截至2015年7月18日，「超級松風」每天共提供7往復的定期班次，其中：
鳥取～米子間（92.7km）共3往復（2、3、8、11、13、14號）
鳥取～益田間（284.2km）共4往復（1、4、5、6、7、9、10、12號）
連同設有3個往返班次，行走於鳥取站/米子站至益田站之間，直通至山口線的特急「超級隱岐」。鳥取站至米子站之間共有8.5個往返特急班次（下行9班，上行8班），米子站至益田站之間共有7個往返特急班次。
在伯耆大山站至米子站至出雲市站之間，乘客可使用交通系IC卡「ICOCA」。
列車編號是「2000+班次編號」（即是2001D - 2014D）。這個列車編號是在2008年3月15日起生效，在當日前的列車編號為2011D - 2020D、2022D和8081D。
當舉行松江水鄉祭湖上煙花大會時，會另外開設從松江出發前往鳥取的臨時列車。

### 停車站
鳥取站 - 鳥取大學前站 - 倉吉站 - （伯耆大山站） - 米子站 - （安來站） - 松江站 - （玉造溫泉站） - （宍道站） - 出雲市站 - （西出雲站） - 大田市站 - （仁萬站） - （溫泉津站） - 江津站 - （波子站） -  濱田站 - （三保三隅站） - 益田站
部分列車停靠（　）之車站。詳情參見下表（截至2020年3月）。
圖例
- ●：停車
- －：通過

上行
| 列車編號＼站名 | 鳥取站 | 鳥取大學前站 | 倉吉站 | 伯耆大山站 | 米子站 | 安來站 | 松江站 | 玉造溫泉站 | 宍道站 | 出雲市站 | 西出雲站 | 大田市站 | 仁萬站 | 溫泉津站 | 江津站 | 波子站 | 濱田站 | 三保三隅站 | 益田站 | 總停靠站數 |
| -------------- | ------ | ------------ | ------ | ---------- | ------ | ------ | ------ | ---------- | ------ | -------- | -------- | -------- | ------ | -------- | ------ | ------ | ------ | ---------- | ------ | ---------- |
| 1號            | ●      | ●            | ●      | —          | ●      | ●      | ●      | ●          | ●      | ●        | —        | ●        | —      | —        | ●      | ●      | ●      | —          | ●      | 14         |
| 3號            | ●      | ●            | ●      | —          | ●      |        |        |            |        |          |          |          |        |          |        |        |        |            |        | 4          |
| 5號            | ●      | ●            | ●      | —          | ●      | —      | ●      | —          | —      | ●        | —        | ●        | —      | —        | ●      | —      | ●      | —          | ●      | 10         |
| 7號            | ●      | ●            | ●      | ●          | ●      | ●      | ●      | ●          | ●      | ●        | —        | ●        | ●      | ●        | ●      | —      | ●      | ●          | ●      | 17         |
| 9號            | ●      | ●            | ●      | ●          | ●      | ●      | ●      | —          | ●      | ●        | ●        | ●        | —      | ●        | ●      | —      | ●      | —          | ●      | 15         |
| 11號           | ●      | ●            | ●      | ●          | ●      |        |        |            |        |          |          |          |        |          |        |        |        |            |        | 5          |
| 13號           | ●      | ●            | ●      | ●          | ●      |        |        |            |        |          |          |          |        |          |        |        |        |            |        | 5          |
| 上行停車班數   | 7      | 7            | 7      | 4          | 7      | 3      | 4      | 2          | 3      | 4        | 1        | 4        | 1      | 2        | 4      | 1      | 4      | 1          | 4      |            |

下行
| 列車編號＼站名 | 益田站 | 三保三隅站 | 濱田站 | 波子站 | 江津站 | 溫泉津站 | 仁萬站 | 大田市站 | 西出雲站 | 出雲市站 | 宍道站 | 玉造溫泉站 | 松江站 | 安來站 | 米子站 | 伯耆大山站 | 倉吉站 | 鳥取大學前站 | 鳥取站 | 總停靠站數 |
| -------------- | ------ | ---------- | ------ | ------ | ------ | -------- | ------ | -------- | -------- | -------- | ------ | ---------- | ------ | ------ | ------ | ---------- | ------ | ------------ | ------ | ---------- |
| 2號            |        |            |        |        |        |          |        |          |          |          |        |            |        |        | ●      | ●          | ●      | ●            | ●      | 5          |
| 4號            | ●      | —          | ●      | —      | ●      | —        | —      | ●        | ●        | ●        | —      | —          | ●      | ●      | ●      | ●          | ●      | ●            | ●      | 13         |
| 6號            | ●      | ●          | ●      | —      | ●      | ●        | ●      | ●        | —        | ●        | ●      | ●          | ●      | ●      | ●      | —          | ●      | ●            | ●      | 16         |
| 8號            |        |            |        |        |        |          |        |          |          |          |        |            |        |        | ●      | —          | ●      | ●            | ●      | 4          |
| 10號           | ●      | —          | ●      | —      | ●      | —        | —      | ●        | —        | ●        | —      | ●          | ●      | ●      | ●      | —          | ●      | ●            | ●      | 12         |
| 12號           | ●      | —          | ●      | —      | ●      | —        | —      | ●        | —        | ●        | —      | —          | ●      | —      | ●      | —          | ●      | ●            | ●      | 10         |
| 14號           |        |            |        |        |        |          |        |          |          |          |        |            |        |        | ●      | —          | ●      | ●            | ●      | 4          |
| 上行停車班數   | 4      | 1          | 4      | 0      | 4      | 1        | 1      | 4        | 1        | 4        | 1      | 2          | 4      | 3      | 7      | 2          | 7      | 7            | 7      |            |

由於米子～益田間路段亦有「隱岐號列車」支援，因此各班車的停車站不盡相同，以維持中途站有合理的特急列車服務。

### 使用車輛與編成
「超級松風」使用後藤綜合車輛所所屬的Kiha187系柴油車（0・10番台）。除0及10番台外，間中亦會以500番台列車行走。列車以2輛編成行駛；2號則為2列2輛編成行駛，即4輛編成。如遇上多客期，則會採用3-5輛編成運行。當中並沒有連結綠色車廂。列車為擺式列車，其振子裝置在全區間皆有運作。10番台車門旁繪有鳥取縣縣花「二十世紀梨花」。

### 最高速度
- 鳥取站～米子站～出雲市站之間 120km/h
- 出雲市站～益田站之間 110km/h

### 負責乘務員
- 米子運輸區
- 米子車掌區（日语：米子車掌区）
- 鳥取鐵道部（日语：鳥取鉄道部）
- 濱田鐵道部（日语：浜田鉄道部）

## 山陰地方城市之間優等列車

### 概略

#### 石見
在1961年3月至1985年3月13日之間，開設了行走於鳥取站/米子站至益田站之間的準急、急行「石見」。在1959年，行走於米子站至博多站之間的準急「八雲」由於受到歡迎，因此新設了「石見」這個列車班次。在1970年前，由於沒有其他交通工具競爭，因此乘車率十分高。在部分時期還連結头等舱。後來在1975年3月10日，行走區間縮短為米子站至益田站之間。同時，「宍道」進行了區間分割，使「石見」新增了下行班次，從米子前往濱田。在1982年，從米子前往濱田被廢除。在1985年3月14日降級為快速列車後被廢除。
列車名稱取自島根縣西部的舊國名石見國。

#### 萩·長門
在1972年3月15日，隨著山陽新幹線新大阪站至岡山站之間開業，山陰本線的優等列車進行了重組。當中開設了行走於米子站至長門市站之間的急行「萩」。下行班次在米子站至益田站之間與「大山」串聯運輸，上行班次在濱田站至米子站之間與「宍道」串聯運輸。
在1975年3月10日，由於開辦了行走於小郡站至東萩站之間的陰陽聯絡巴士「萩號」，因此急行「萩」改名為「長門」，同時只有上行班次單獨行走（下行班次繼續串聯運輸）。在1982年7月1日，隨著「八雲」增加班次，使「長門」縮短為出雲市站至長門市站之間，下行班次不再與「大山」串聯運輸。在1985年3月14日，「長門」不再主要行走山陰本線，改為取代同日廢除的「秋吉」，行走區間變為從濱田前往小倉及從下關前往益田（經山陰本線），當中只有單向班次是前往九州。
列車名稱方面，「萩」是取自山口縣萩市，「長門」是取自山口縣西部的舊國名長門國。

#### 國引
在1988年3月13日，開設了行走於米子站至益田站之間的特急「國引」，當時設有1個往返班次。這是自1982年7月，「八雲」1個往返班次（行走於出雲市站至益田站之間）被廢除後，於約6年後再次增加特急列車班次。在1996年10月，行走區間延長為鳥取站至益田站之間。在1997年3月22日增至2個往返班次。在2001年7月7日，山陰本線安來站至益田站之間高速化工程完成，加上新型車輛投入服務之際，列車改名為「超級國引」，並增至5個往返班次。在2003年10月1日再改名為「超級松風」。
列車名稱取自《出雲國風土記》其中一個神話故事國引神話，該列車名稱是公開招募下決定。

#### 美保
在1960年代初，開設了許多柴油列車班次，當中在1962年12月，開設了行走於鳥取站至境港站之間的準急「美保」。「美保」只行走於鳥取縣內。列車名稱取自弓濱半島東邊的美保灣。「美保」成為了境線第一架，也是最後一架優等列車。在1966年升級為急行列車。在1968年，「美保」在境線內變為普通列車。在1969年，「美保」不再駛入境線，行走區間縮短為鳥取站至米子站之間。但是在1970年和1972年兩度延長行走區間，前身的行走區間延長為鳥取站至出雲市站之間，後者的行走區間為福知山站至出雲市站之間。隨著行走於東京站至濱田站之間的急行「出雲」升級為臥鋪特急，在1980年10月1日再次縮短為鳥取站至出雲市站之間。在1982年7月1日，「美保」降級為快速列車和普通列車。

#### 因幡
「因幡」是行走於鳥取站至米子站之間的特急列車。在1996年3月16日特急「朝潮」廢除之際，部分「隱岐」班次和所有「國引」班次延長至鳥取站。同時，在「隱岐」和「國引」鳥取站至米子站之間行走的時段外開設特急「因幡」。原本「因幡」是用在行走於東京站至米子站之間的臥鋪特急列車班次上。後來在1978年10月，隨著「因幡」延長至出雲市，改名為「出雲」2、3號。隨後在約17年後再次使用「因幡」。
在1997年11月29日，開設了行走於岡山站至鳥取站之間的特急「因幡」，因此原本的「因幡」只使用了1年半便改名為「國引」（實施上是併入至「國引」班次）。

### 歷史
- 1961年（昭和36年）3月1日：開設行走於鳥取站至益田站之間的準急「石見」（日语：／）。
- 1962年（昭和37年）12月1日：開設行走於鳥取站至境港站之間（途經山陰本線、境線）準急「美保」（日语：／）。
- 1965年（昭和40年）11月1日：開設行走於大阪至濱田之間（途經福知山線）的特急「八雲」，成為了首架於島根縣西部到發的特急。
- 1966年（昭和41年）3月5日：國鐵調整了準急列車制度，準急「石見」、「美保」升級為急行列車。
- 1967年（昭和42年）10月1日：「石見」在鳥取站至米子站之間與行走於大阪站至米子站之間（途經姬新線、因美線）的急行「皆生」串聯運輸。
- 1968年（昭和43年）10月1日：實施名為「4·3·10（日语：ヨンサントオ）」的時間表修正。「美保」在米子站至境港站之間以普通列車行走。
- 1969年（昭和44年）10月1日：「美保」的行走區間改為鳥取站至米子站之間。
- 1970年（昭和45年）10月1日：「美保」的行走區間改為鳥取站至出雲市站之間。
- 1972年（昭和47年）3月15日：「美保」的行走區間改為福知山站至出雲市站之間。開設行走於米子站至長門市站之間的「萩」。「八雲」原本途經福知山線並於濱田站到發，改為途經伯備線，並改為行走於岡山站至益田站之間。
- 1975年（昭和50年）3月10日：實施時間表修正，設有以下變更。
  1. 「石見」改於米子站到發，同時不再與其他列車串聯運輸。
  2. 「萩」改名為「長門」。同日，國鐵巴士防長線（日语：防長線）開設特急「萩」號。
- 1980年（昭和55年）10月1日：「美保」的行走區間改為鳥取站至出雲市站之間。
- 1982年（昭和57年）
  - 7月1日：「松風」於鳥取站到發的班次延長至米子站到發，同時改用KiHa181系行走（於博多站到發的列車繼續使用KiHa80系）。「八雲」不再行走出雲市至益田之間，使該區間的特急班次減少1個往返班次。
  - 11月15日：「美保」被廢除。
- 1985年（昭和60年）3月14日：實施時間表修正，設有以下變更。
  1. 急行「石見」被廢除[3]。
  2. 急行「長門」的行走區間改為濱田站至下關站/小倉站之間，以取代急行「秋吉」。
- 1988年（昭和63年）3月13日：開設行走於米子站至益田站之間的特急「國引」。
- 1996年（平成8年）3月16日：「國引」改於鳥取站到發。使「國引」變為行走於鳥取站至益田站之間，共有1個往返班次。開設行走於鳥取站至米子站之間的特急「因幡」，共有1個往返班次。
  - 「因幡」的行走時間是繼承修正前，行走於京都站至米子站之間的特急「潮朝」部分時間表。
- 1997年（平成9年）11月29日：「因幡」這個列車愛稱改為用於行走於岡山站至鳥取站之間的特急班次。使原本行走於鳥取站至米子站之間的「因幡」班次編入至「國引」[4]。使「國引」設有行走於鳥取站至米子站之間的1個往返班次，及行走於鳥取站至益田站之間的1個往返班次。
- 2001年（平成13年）7月7日：「國引」改用KiHa187系柴油列車，並改名為「超級國引」。同時「超級國引」增加班次，使「超級國引」設有行走於鳥取站至米子站之間的1個往返班次，行走於鳥取站至益田站之間的2個往返班次，以及行走於米子站至益田站之間的2個往返班次。在增加的班次中，行走於米子站至益田站之間的1個往返班次是來自行走於米子站至小倉站之間的特急「磯風」在益田站進行系統分離後併入至「超級國引」（同日，「磯風」的行走區間縮短為益田站至小倉站之間）。
- 2003年（平成15年）
  - 10月1日：「超級國引」改名為「超級松風」。所有列車統一於鳥取站到發。使「超級松風」設有行走於鳥取站至米子站之間的1.5個往返班次（下行1班，上行2班），及行走於鳥取站至益田站之間的4個往返班次。
  - 12月6日、7日：為了紀念山陰本線全通開通80周年紀念，開設了行走於大阪站至米子站之間的「松風」復活班次（6日開出下行班次，7日開出上行班次）[5]。
- 2006年（平成18年）3月19日：隨著臥鋪特急「出雲」被廢除。開設了毎日行走的臨時特急「超級松風」81號，從鳥取出發前往米子[6]。
- 2008年（平成20年）3月15日：「超級松風」增加1個往返班次，新增的班次行走於鳥取站至米子站之間。使「超級松風」設有行走於鳥取站至米子站之間的3個往返班次（當中下行1班是毎日行走的臨時列車），及行走於鳥取站至益田站之間的4個往返班次。另外，「超級松風」4、7號開始停靠西出雲站。「超級松風」2、81號由全車自由席變為開始設有指定席座位。使所有班次均設有座位指定席。
- 2009年（平成21年）
  - 3月14日：早上上行1班和晚上下行3班「超級松風」開始停靠伯耆大山站。
  - 6月1日：廢除吸煙室，所有班次禁煙[7]。
- 2010年（平成22年）3月13日：上下行各3班「超級松風」開始停靠鳥取大學前站。毎日行走的臨時列車「超級松風」81號變為定期列車[8][9]。
- 2011年（平成23年）3月12日：下行3班和上行2班「超級松風」停靠鳥取大學前站，上下行各1班「超級松風」停靠伯耆大山站[10]。
- 2012年（平成24年）10月6日：為了配合舉行「山陰地方旅遊活動」。直至同年11月25日的星期六、日及假日，「超級松風」7、10號延長至山口線新山口站[11][注 2]。另外，開設了使用KiHa189系柴油列車行走的臨時列車「超級松風」96、97號（行走於鳥取站至出雲市站）。
- 2014年（平成26年）3月15日：所有「超級松風」和「超級隱岐」班次停靠鳥取大學前站[12]。
- 2018年（平成30年）
  - 7月1日：為了配合舉行「山陰地方旅遊活動」。直至同年9月30日的星期六、日及假日（8月11日、12日除外），開設了使用KiHa189系柴油列車行走的臨時特急「大山1號、2號和4號」（行走於鳥取站至米子站之間）[13]。
  - 7月18日：受到2018年7月西日本豪雨的影響，「八雲」於岡山站至米子站之間暫停服務。為了確保京阪神/山陽地方至鳥取縣西部、島根縣東部之間還有包括的交通服務。於平日開設了下行1班、上行2班的臨時特急和下行1班的臨時快速列車，行走於倉吉站至米子站之間，直至同月31日。這些臨時列車使用KiHa189系行走。同時，臨時列車於倉吉站可轉乘「超級白兔」（行走於京都站至倉吉站之間），於米子站可轉乘「八雲」（行走於米子站至出雲市站之間）。

## 注腳

## 外部連結
- 超級松風 KiHa187系：JR出門網 - 西日本旅客鐵道